# 戈通县
戈通县，一译哥通县，是柬埔寨干丹省下辖的一个县。
据1998年人口普查，此县共有136,542人。